# Slatdicksteur

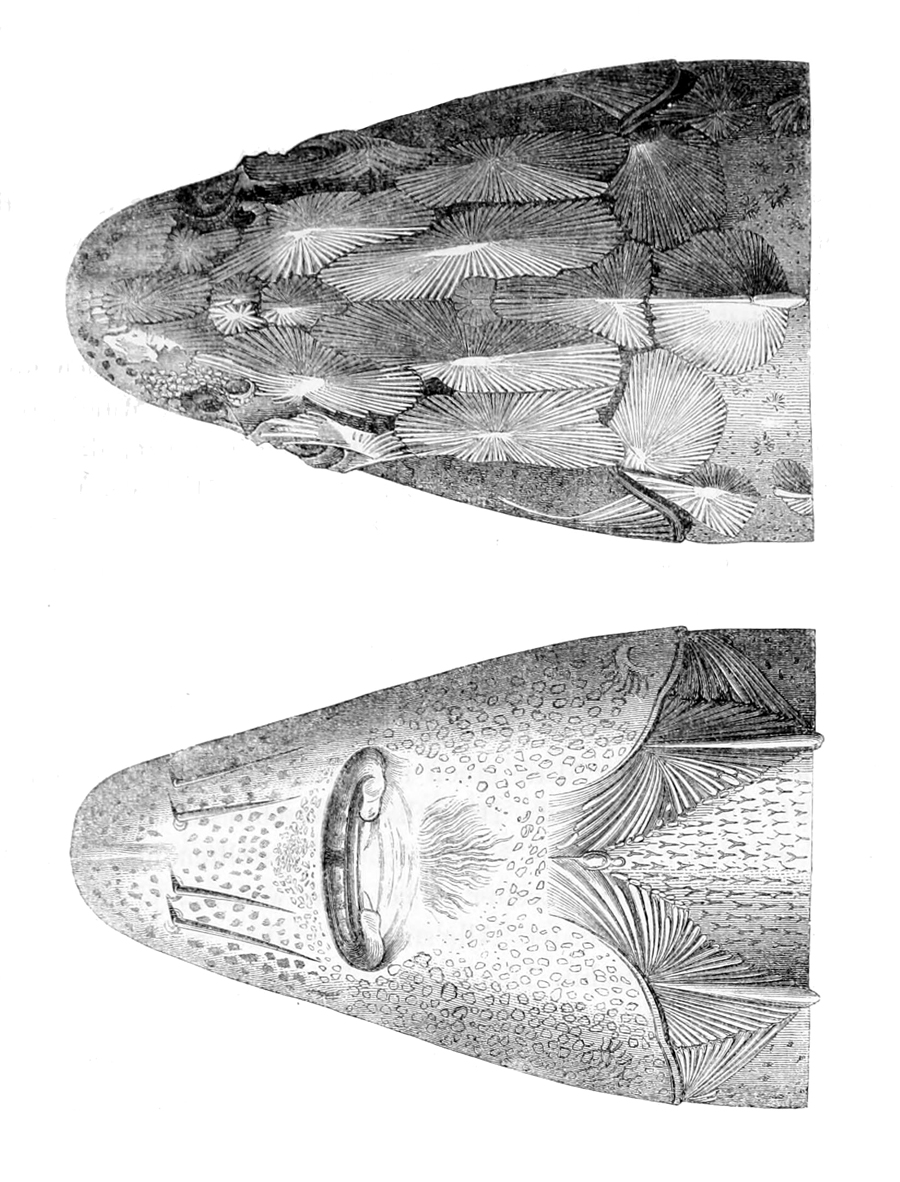
Boven en onderzijde van de kop

De slatdicksteur, ook wel baardsteur genoemd  (Acipenser nudiventris) is een  straalvinnige vissensoort uit de familie van steuren (Acipenseridae). De soort komt van oorsprong voor in de Zwarte Zee, Kaspische Zee, de Zee van Azov en het Aralmeer en de op deze zeeën uitkomende rivieren: de Donau tot Bratislava, Wolga tot Kazan, Oeral tot Chkalov. 

## Beschrijving
De soort kan een maximale lengte bereiken van 211 cm, maar de meer algemene lengte is 132 cm. Het maximale gepubliceerde gewicht is 80,0 kg. De snuit is matig lang en spits aan het uiteinde. De baarddraden staan halverwege tussen de punt van de snuit en de mond. Het lichaam is bedekt met vijf rijen beenplaten. Aan de rugzijde 11-17, aan de flanken 49-70, en aan de buikzijde 10-16. En bevinden zich geen kleinere platen tussen de rijen aan de rugzijde en de buikzijde. De kleur van de rug is grijs, de flanken zijn lichter en de buik is wit

## Ecologie
Volwassenen exemplaren komen voor in de zee dichtbij kusten en estuaria en in de diepe delen van de grote rivieren, met name op een modderige bodem. Ze leven meestal solitair. Jonge exemplaren leven in de ondiepe rivieroevers. Het voedt zich met o.a. met  weekdieren, vlokreeften en de larven van dansmuggen. Om te paaien trekt de slatdicksteur van eind april tot juni (eind mei in Rioni-rivier aan de Zwarte Zee) verder de rivier op. De paai vindt plaats op een stenige of grindige bodem die aangetroffen wordt in snelstromende delen van de rivier.
Door overbevissing en het afdammen van het leefgebied staat de soort op de Rode Lijst van de IUCN als Kritiek (beoordelingsjaar 2022). De omvang van de populatie is volgens de IUCN dalend  en staat op het punt van uitsterven in zijn natuurlijke bereik. Het is reeds uitgestorven in het Aral-bekken en is bijna uitgestorven in het Zwarte Zeebekken. Er blijft slechts een zeer kleine populatie over in Oeral en de Rioni. In het Balkasjmeer in het oosten van Kazachstan, ver buiten het natuurlijke verspreidingsgebied is de slatdicksteur in de jaren zestig voor commerciële doeleinden uitgezet. Hier vormt het een grote populatie.

## Afbeeldingen

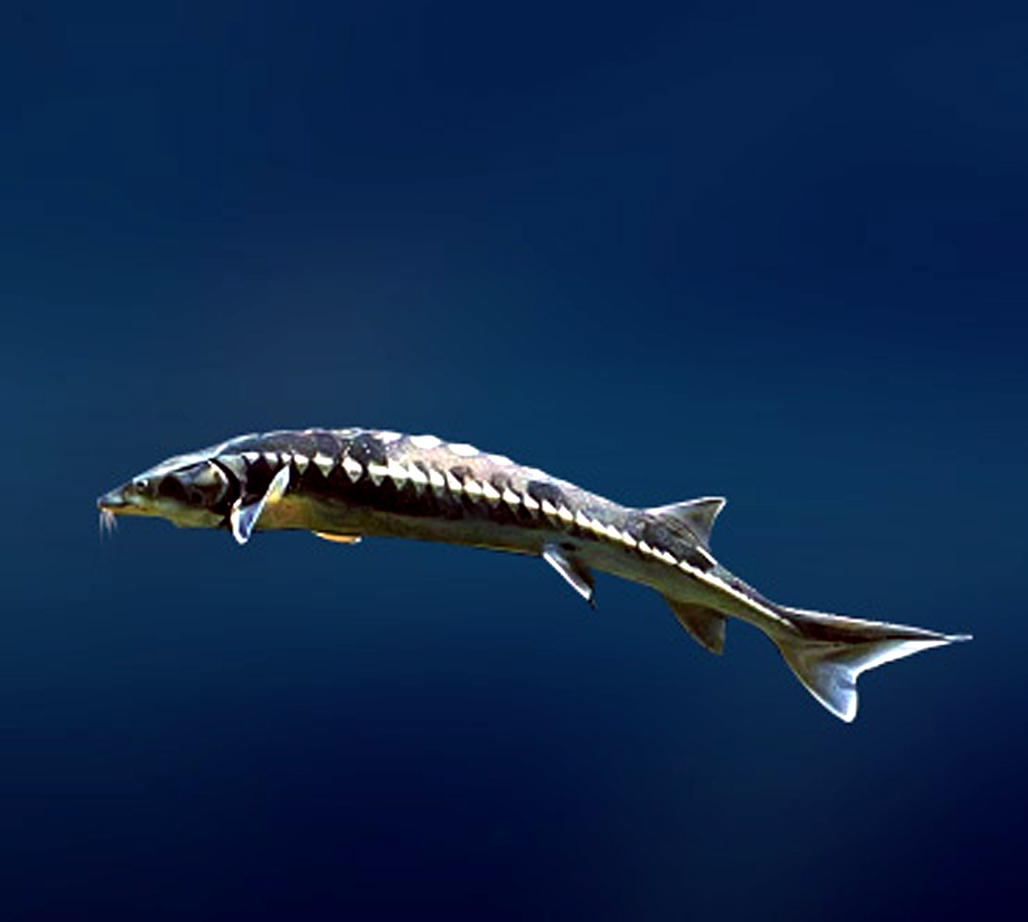
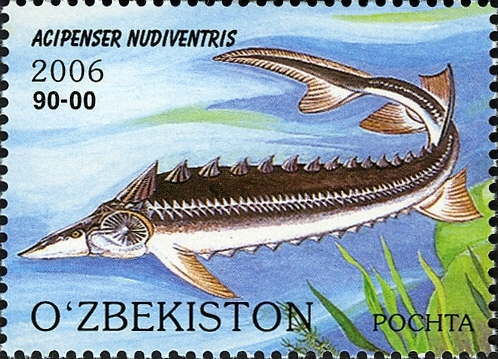
A. nudiventris op een postzegel uit Oezbekistan
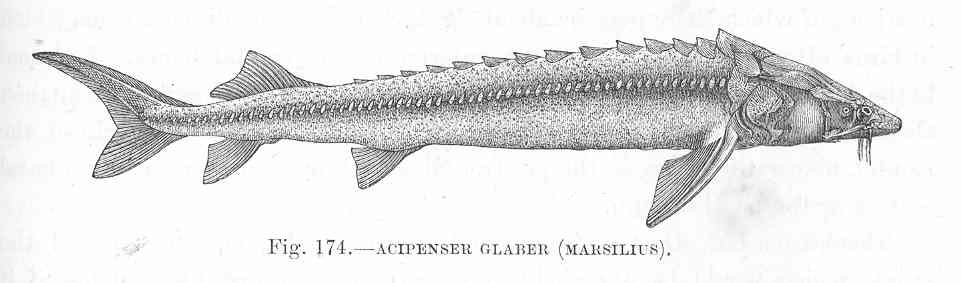